# Dendropsophus
Dendropsophus (лат.) — род земноводных из семейства квакши. Центральная и Южная Америка: Мексика, Бразилия, Боливия, Колумбия, Перу, и другие страны Неотропики до Аргентины и Уругвая на юге ареала. Древесные лягушки, которые встречаются на листьях и ветвях в первичных и вторичных влажных субтропических и тропических лесах, около рек и других водоёмов на высотах до 2 км. Род был ревизован в 2005 году во время пересмотра классификации всего семейства Hylidae. Виды, имеющие 30 хромосом, ранее относимые к роду Hyla, были перенесены в состав рода Dendropsophus. Таксон Dendropsophus был впервые предложен в 1843 году австрийским зоологом Леопольдом Фитцингером (Leopold Joseph Franz Johann Fitzinger, 1802—1884). Многие виды Dendropsophus из-за сокращения их численности включены в Международную Красную книгу.

## Классификация
На январь 2023 года в род включают 109 видов:
- Dendropsophus acreanus (Bokermann, 1964)
- Dendropsophus amicorum (Mijares-Urrutia, 1998)
- Dendropsophus anataliasiasi (Bokermann, 1972)
- Dendropsophus anceps (Lutz, 1929) — Низинная квакша
- Dendropsophus aperomeus (Duellman, 1982) — Курносая квакша
- Dendropsophus araguaya (Napoli & Caramaschi, 1998)
- Dendropsophus arndti Caminer at al., 2017
- Dendropsophus battersbyi (Rivero, 1961) — Обсыпанная квакша
- Dendropsophus berthalutzae (Bokermann, 1962) — Квакша Берты Лютц
- Dendropsophus bifurcus (Andersson, 1945) — Вильчатая квакша
- Dendropsophus bilobatus Ferrao, Moravec, Hanken, and Lima, 2020
- Dendropsophus bipunctatus (Spix, 1824) — Двупятнистая квакша
- Dendropsophus bogerti (Cochran & Goin, 1970)
- Dendropsophus bokermanni (Goin, 1960) — Квакша Бокерманна
- Dendropsophus branneri (Cochran, 1948)
- Dendropsophus brevifrons (Duellman & Crump, 1974) — Короткоголовая квакша
- Dendropsophus bromeliaceus Ferreira at al., 2015
- Dendropsophus cachimbo (Napoli & Caramaschi, 1999)
- Dendropsophus carnifex (Duellman, 1969)
- Dendropsophus cerradensis (Napoli & Caramaschi, 1998)
- Dendropsophus coffea (Kohler, Jungfer & Reichle, 2005)
- Dendropsophus columbianus (Boettger, 1892) — Колумбийская квакша
- Dendropsophus counani Fouquet at al., 2015
- Dendropsophus cruzi (Pombal & Bastos, 1998)
- Dendropsophus decipiens (Lutz, 1925) — Винноглазая квакша
- Dendropsophus delarivai (Kohler & Lotters, 2001)
- Dendropsophus dutrai (Gomes & Peixoto, 1996)
- Dendropsophus ebraccatus (Cope, 1874) — Нарядная квакша
- Dendropsophus elegans (Wied-Neuwied, 1824) — Элегантная квакша
- Dendropsophus elianeae (Napoli & Caramaschi, 2000)
- Dendropsophus frosti Motta at al., 2012
- Dendropsophus garagoensis (Kaplan, 1991)
- Dendropsophus gaucheri (Lescure & Marty, 2000)
- Dendropsophus giesleri (Mertens, 1950) — Квакша Гислера
- Dendropsophus grandisonae (Goin, 1966) — Квакша Грандисон
- Dendropsophus gryllatus (Duellman, 1973) — Эквадорская квакша
- Dendropsophus haddadi (Bastos & Pombal, 1996)
- Dendropsophus haraldschultzi (Bokermann, 1962)
- Dendropsophus jimi (Napoli & Caramaschi, 1999)
- Dendropsophus joannae (Kohler & Lotters, 2001)
- Dendropsophus juliani Moravec, Aparicio & Kohler, 2006
- Dendropsophus kamagarini Rivadeneira, Venegas, and Ron, 2018
- Dendropsophus koechlini (Duellman & Trueb, 1989)
- Dendropsophus kubricki Rivadeneira, Venegas, and Ron, 2018
- Dendropsophus leali (Bokermann, 1964)
- Dendropsophus leucophyllatus (Beireis, 1783) — Пегая квакша
- Dendropsophus limai (Bokermann, 1962)
- Dendropsophus luddeckei Guarnizo at al., 2012
- Dendropsophus luteoocellatus (Roux, 1927) — Желтоглазчатая квакша
- Dendropsophus manonegra Rivera-Correa & Orrico, 2013
- Dendropsophus mapinguari Peloso at al., 2016
- Dendropsophus marmoratus (Laurenti, 1768) — Чёрно-красная квакша
- Dendropsophus mathiassoni (Cochran & Goin, 1970) — Мешотчатая квакша
- Dendropsophus melanargyreus (Cope, 1887)
- Dendropsophus meridensis (Rivero, 1961)
- Dendropsophus meridianus (Lutz, 1954)
- Dendropsophus microcephalus (Cope, 1886) — Полосатобокая квакша
- Dendropsophus microps (Peters, 1872) — Пятнистоногая квакша
- Dendropsophus minimus (Ahl, 1933) — Миниатюрная квакша
- Dendropsophus minusculus (Rivero, 1971) — Кустарниковая квакша
- Dendropsophus minutus (Peters, 1872) — Палевая квакша
- Dendropsophus miyatai (Vigle & Goberdhan-Vigle, 1990)
- Dendropsophus molitor (Schmidt, 1857) — Синебокая квакша
- Dendropsophus nahdereri (Lutz & Bokermann, 1963) — Лишайниковая квакша
- Dendropsophus nanus (Boulenger, 1889) — Карликовая квакша
- Dendropsophus nekronastes Dias at al., 2017
- Dendropsophus norandinus Rivera-Correa & Gutierrez-Cardenas, 2012
- Dendropsophus novaisi (Bokermann, 1968)
- Dendropsophus oliveirai (Bokermann, 1963)
- Dendropsophus ozzyi Orrico at al., 2014
- Dendropsophus padreluna (Kaplan & Ruiz-Carranza, 1997)
- Dendropsophus parviceps (Boulenger, 1882) — Серобрюхая квакша
- Dendropsophus pauiniensis (Heyer, 1977)
- Dendropsophus pelidnus (Duellman 1989)
- Dendropsophus phlebodes (Stejneger, 1906) — Крохотная квакша
- Dendropsophus praestans (Duellman & Trueb, 1983)
- Dendropsophus pseudomeridianus (Cruz, Caramaschi & Dias, 2000)
- Dendropsophus reichlei Moravec at al., 2008
- Dendropsophus reticulatus (Jimenez de la Espada, 1870)
- Dendropsophus rhea (Napoli & Caramaschi, 1999)
- Dendropsophus rhodopeplus (Gunther, 1858) — Красно-белая квакша
- Dendropsophus riveroi (Cochran & Goin, 1970) — Квакша Риверо
- Dendropsophus robertmertensi (Taylor, 1937) — Квакша Мертенса
- Dendropsophus rossalleni (Goin, 1959) — Очковая квакша
- Dendropsophus rozenmani Jansen, Santana, Teixeira, and Kohler, 2019
- Dendropsophus rubicundulus (Reinhardt & Lutken, 1862) — Румяная квакша
- Dendropsophus ruschii (Weygoldt & Peixoto, 1987)
- Dendropsophus salli Jungfer, Reichle & Piskurek, 2010
- Dendropsophus sanborni (Schmidt, 1944)
- Dendropsophus sarayacuensis (Shreve, 1935) — Бело-розовая квакша
- Dendropsophus sartori (Smith, 1951) — Шевронная квакша
- Dendropsophus schubarti (Bokermann, 1963) — Соломенная квакша
- Dendropsophus seniculus (Cope, 1868) — Коричневоногая квакша
- Dendropsophus shiwiarum Ortega-Andrade & Ron, 2013
- Dendropsophus soaresi (Caramaschi & Jim, 1983)
- Dendropsophus stingi (Kaplan, 1994)
- Dendropsophus studerae (Carvalho-e-Silva at al., 2003)
- Dendropsophus subocularis (Dunn, 1934) — Светлополосая квакша
- Dendropsophus tapacurensis Oliveira, Magalhaes, Teixeira, Moura, Porto, Guimaraes, Giaretta, and Tinoco, 2021
- Dendropsophus timbeba (Martins & Cardoso, 1987)
- Dendropsophus tintinnabulum (Melin, 1941) — Квакша-колокольчик
- Dendropsophus triangulum (Gunther, 1869) — Обманчивая квакша, или жирафовая квакша
- Dendropsophus tritaeniatus (Bokermann, 1965)
- Dendropsophus virolinensis (Kaplan & Ruiz-Carranza, 1997)
- Dendropsophus vraemi Caminer at al., 2017
- Dendropsophus walfordi (Bokermann, 1962)
- Dendropsophus werneri (Cochran, 1952) — Серебристогубая квакша
- Dendropsophus xapuriensis (Martins & Cardoso, 1987)
- Dendropsophus yaracuyanus (Mijares-Urrutia & Rivero, 2000)